# Біч-Маунтен-Лейк (Пенсільванія)
Біч-Маунтен-Лейк (англ. Beech Mountain Lakes) — переписна місцевість (CDP) в США, в окрузі Лузерн штату Пенсільванія. Населення — 2157 осіб (2020).

## Географія
Біч-Маунтен-Лейк розташований за координатами 41°2′32″ пн. ш. 75°55′55″ зх. д. / 41.04222° пн. ш. 75.93194° зх. д. (41.042316, -75.931906).  За даними Бюро перепису населення США в 2010 році переписна місцевість мала площу 6,15 км², з яких 5,55 км² — суходіл та 0,60 км² — водойми.

## Демографія
Згідно з переписом 2010 року, у переписній місцевості мешкали 2022 особи в 797 домогосподарствах у складі 595 родин. Густота населення становила 329 осіб/км².  Було 987 помешкань (160/км²).
Расовий склад населення:
| - 94,0 % — білих - 1,9 % — чорних або афроамериканців - 0,9 % — азіатів - 0,1 % — корінних американців - 1,7 % — осіб інших рас |

До двох чи більше рас належало 1,4 %. Частка іспаномовних становила 3,5 % від усіх жителів.
За віковим діапазоном населення розподілялося таким чином: 23,5 % — особи молодші 18 років, 65,8 % — особи у віці 18—64 років, 10,7 % — особи у віці 65 років та старші. Медіана віку мешканця становила 40,5 року. На 100 осіб жіночої статі у переписній місцевості припадало 100,8 чоловіків;  на 100 жінок у віці від 18 років та старших — 98,1 чоловіків також старших 18 років.
Середній дохід на одне домашнє господарство  становив 105 149 доларів США (медіана — 81 417), а середній дохід на одну сім'ю — 84 697 доларів (медіана — 82 250). За межею бідності перебувало 3,9 % осіб, у тому числі 5,6 % дітей у віці до 18 років та 0,0 % осіб у віці 65 років та старших.
Цивільне працевлаштоване населення становило 872 особи. Основні галузі зайнятості: роздрібна торгівля — 21,7 %, освіта, охорона здоров'я та соціальна допомога — 19,5 %, виробництво — 17,0 %.